# Alejandro Glaría
Alejandro Rubén Glaría González (Buenos Aires, Argentina, 25 de agosto de 1970) es un exfutbolista argentino. Jugó la mayor parte de su carrera en Chile y México, donde fue campeón con Pachuca. 
Es hijo del mundialista por Argentina en la Copa Mundial de Fútbol de 1974, Rubén Oscar Glaria.

## Trayectoria
Alejandro se formó en las divisiones inferiores del Club Atlético San Miguel, mientras su padre era técnico del mismo club. Debutó en ese club en 1989; su capacidad goleadora le llevó a ser cedido a Santiago Wanderers, luego pasó por varios clubes del fútbol chileno destacándose en el Cobreloa, hasta que retornó a su país para jugar en Club Atlético Banfield, donde vivió el descenso del equipo verdiblanco tras la campaña 1996-1997; permaneció con el equipo en Primera B Nacional, donde destacó a nivel individual siendo el Campeón goleador con 30 goles en 1997-1998. Ese logro causó que Pachuca se fijara en él llevándolo como refuerzo de cara al torneo Invierno 1998 en México.
Con los Tuzos encontró regularidad, anotó 11 goles en su primer torneo, destacó por anotar en 8 jornadas consecutivas, pero una lesión lo mermó en la recta final del torneo, para el Verano 1999 tiene un bajo rendimiento, anota 5 veces; igual número en Invierno 1999; perdió la titularidad y era un habitual hombre de cambio, pero se haría célebre en ese torneo ya que Pachuca calificó a su primera liguilla, pasó desapercibido toda la liguilla opacado por su compatriota Pablo Hernán Gómez, pero en la final Glaría anotaría los 3 goles del título, justamente el gol que valió fue anotado en extraña jugada donde el balón le pegó en los genitales cuando intentaba bajarla para rematar, pero logró impulsarla de ese modo al fondo de la meta de Oscar Pérez; por ese logro personal evitó su inminente salida del equipo hidalguense el siguiente torneo. Pero en el Verano 2000 no encontró mejores resultados, al anotar solo 2 veces, jugando como cambio porque la titularidad ya no la recuperó. Para el siguiente torneo es cedido a Club Puebla donde tampoco encontró regularidad aunque anotó 8 goles, salió para llegar a los Pumas donde también hizo 8 goles; más 3 en el Invierno 2001; en Verano 2002 salió de Pumas, llegando a Morelia, pero tras la pretemporada no tuvo cabida en el club y en cambio fue registrado para jugar como refuerzo en la Copa Libertadores 2002; en el siguiente semestre pasaría a Jaguares de Chiapas, donde anotó 5 goles. En un juego protagonizó una gresca con el árbitro Paul Delgadillo a quien insultó y retó a golpes dándole "pechazos" porque lo expulsaron. Esta acción causa una suspensión de 6 juegos motivando que Jaguares lo enviara a Jaguares de Tapachula en la Primera División A donde no rindió.
Volvió a Argentina para enrolarse en Talleres de Córdoba, donde tuvo nula acción y se retiró en diciembre del 2003 con 14 años de profesional. Tras su retiro jugó fútbol amateur en Argentina; actualmente es promotor de futbolistas.
En abril del 2015 comenzó a practicar en Náutico Escobar "F", equipo amateur perteneciente a la Liga Intercountries AIF, junto a otras figuras del fútbol amateur.

## Clubes
| Club                  | País      | Año       |
| --------------------- | --------- | --------- |
| Atlético San Miguel   | Argentina | 1989-1990 |
| Santiago Wanderers    | Chile     | 1990-1991 |
| Universidad Católica  | Chile     | 1992      |
| Alianza Lima          | Perú      | 1992      |
| Coquimbo Unido        | Chile     | 1993      |
| Cobreloa              | Chile     | 1994-1995 |
| Banfield              | Argentina | 1996-1998 |
| Pachuca               | México    | 1998-2000 |
| Club Puebla           | México    | 2000      |
| UNAM                  | México    | 2000-2001 |
| Morelia               | México    | 2002      |
| Jaguares de Chiapas   | México    | 2002      |
| Jaguares de Tapachula | México    | 2003      |
| Talleres de Córdoba   | Argentina | 2003      |

## Palmarés

### Campeonatos nacionales
| Título        | Club    | País   | Año  |
| ------------- | ------- | ------ | ---- |
| Invierno 1999 | Pachuca | México | 1999 |

### Logros individuales
| Distinción                        | Año     |
| --------------------------------- | ------- |
| Goleador de la Copa Chile         | 1994    |
| Goleador de la Primera B Nacional | 1997-98 |